# Черноголовый цветной трупиал
Черноголовый цветной трупиал (лат. Icterus graduacauda) — вид воробьиных птиц из семейства трупиаловых. Выделяют четыре подвида.

## Распространение
Обитают на территории США (Техас) и Мексики. Обитают в лесах и зарослях, особенно по берегам рек.

## Описание
Длина тела 21,5—24 см; масса 31—52 г. У самцов номинативного подвида голова и верх груди чёрные, верхние части тела оливково-жёлтые.

## Биология
Питаются насекомыми (в том числе жуками и их личинками) и другими членистоногими, возможно и мелкими позвоночными, а также семенами, фруктами и нектаром. Размножающаяся пара в год обычно делает две кладки по 3—5 яиц в каждой.

## Охранный статус
МСОП присвоил виду охранный статус LC. При этом в США он считается редким.